# Tobruk
Tobruk (arabsky طبرق‎ nazývaný také Tobrúk, Tóbruch, Tobruch, Ţubruq nebo Tobruck) je město v severovýchodní části Libye poblíž hranic s Egyptem a zároveň přístav ležící na pobřeží Středozemního moře. V roce 2006 zde žilo asi 110 000 obyvatel.

## Historie
Město s názvem Antipyrgos založili ve starověku Řekové jako jednu ze svých kolonií na pobřeží severní Afriky. V římském období sloužil Tobruk jako pevnost, která strážila hranice provincie Kyrenaika. Později se město stalo důležitou zastávkou karavan putujících podél pobřeží Středozemního moře. V roce 1911 jej podobně jako celou Libyi obsadili Italové.

### Druhá světová válka a boje čs. jednotek

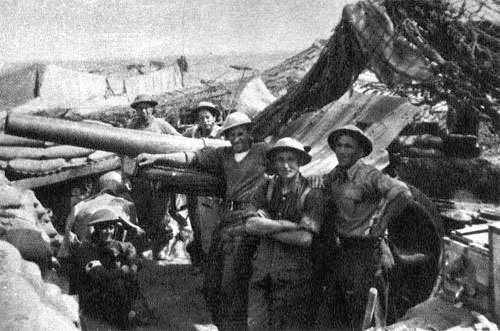
Dělostřelci československých jednotek v Tobruku, 1941

V průběhu válečných operací bylo v letech 1941 a 1942 svedeno v Tobruku a jeho okolí několik bitev mezi britskou armádou na straně jedné a německými a italskými jednotkami na straně druhé (Afrikakorps). Město bylo v této době několikrát dobyto oběma stranami. Dne 11. dubna 1941 byl Tobruk obklíčen německo-italskými vojsky. Obklíčené území hájily britské a australské jednotky (byly německými médii nazvány „pouštní krysy“ a australské jednotky název přijaly za svůj), které byly v říjnu 1941 vystřídány čerstvými silami. Mezi ně patřila i polská Samostatná brigáda karpatských střelců, jíž byl podřízen také 11. československý pěší prapor.
Pro československé jednotky to byla největší válečná akce na Blízkém východě a v severní Africe. Československý pěší prapor pod velením podplukovníka Karla Klapálka o síle 643 mužů zde od 21. října do 10. prosince 1941 hájil nejvíce ohrožený západní úsek pevnostního perimetru. V bojích o Tobruk padlo 14 příslušníků praporu, 26 bylo těžce a 55 lehce zraněno.
Většina betonových pevnůstek bývalého perimetru se dochovala, bohužel zrovna západní úsek, zejména severně od Derna Road, je nejvíce poškozen moderní stavební činností. V roce 1998 proběhl dosud nejrozsáhlejší průzkum bývalého československého úseku, provedený členy expedice Tobruk 98.

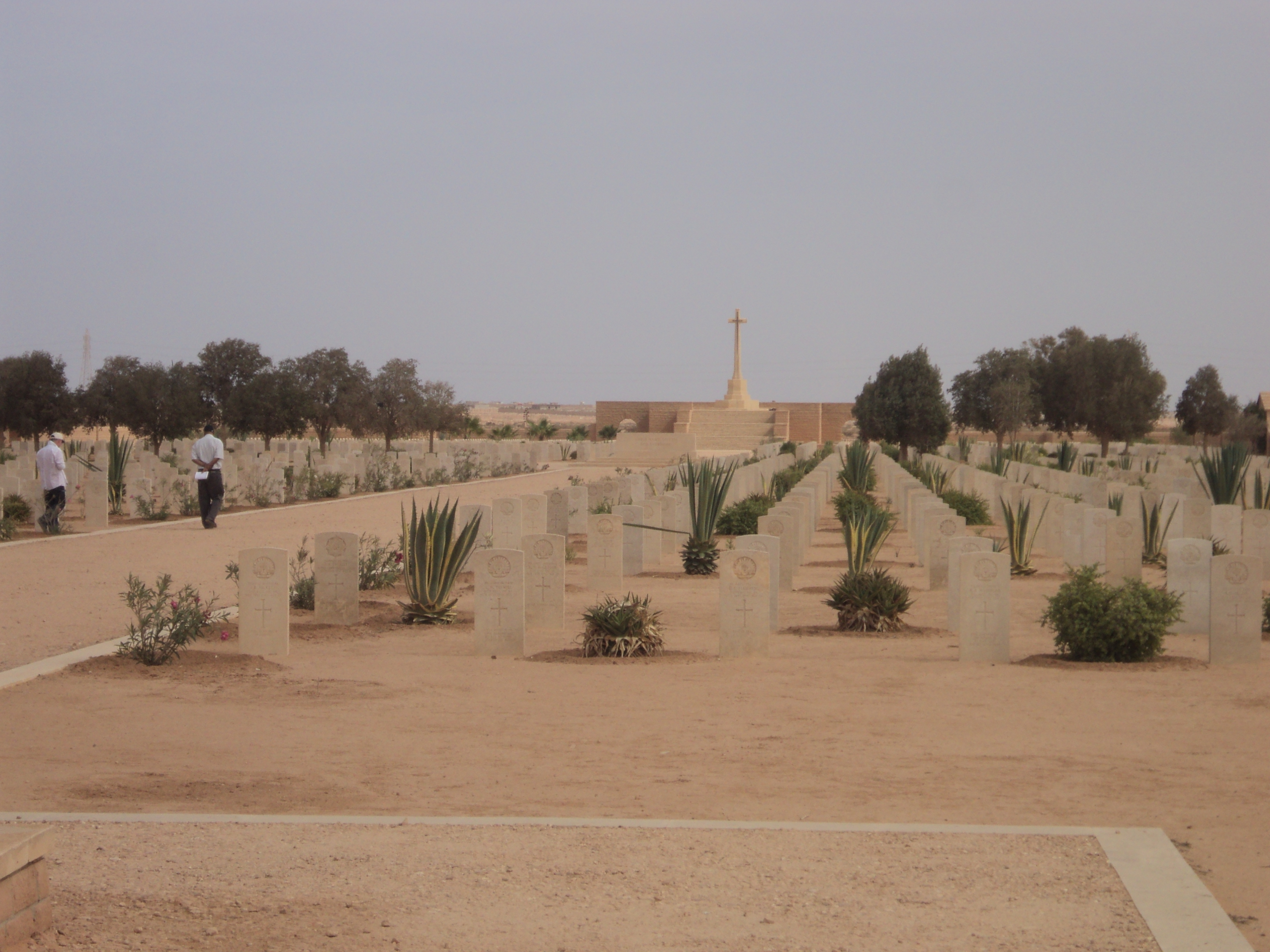
Na spojeneckém hřbitově leží 2282 vojáků

Boje spojeneckých i československých vojáků dodnes připomíná památník a vojenský hřbitov. Na zdi tobruckého hřbitova je vytesán tento nápis: „Toto je posvátná půda, neboť zde leží ti, kdo zemřeli pro vlast. Za západu slunce a zrána budeme na ně vzpomínat…“

### Poválečné období
Po válce byl Tobruk obnoven a dnes je významným přístavním městem. V roce 1985 zde byla vybudována významná rafinérie, která zpracovává surovinu z ropných polí v okolí Sariru. Součástí přístavu je i ropný terminál.